# (4186) Tamashima
(4186) Tamashima est un astéroïde de la ceinture principale.

## Description
(4186) Tamashima est un astéroïde de la ceinture principale. Il fut découvert le 18 février 1977 à Kiso par Hiroki Kosai et Kiichiro Hurukawa. Il présente une orbite caractérisée par un demi-grand axe de 3,11 UA, une excentricité de 0,06 et une inclinaison de 24,1° par rapport à l'écliptique.

## Compléments